# 27362 Morganroche
27362 Morganroche este o planetă minoră (asteroid) din centura de asteroizi. A fost descoperită pe 2 martie 2000 la Mount John University Observatory⁠(d) de Nigel Brady⁠(d). 
Obiectul prezintă o orbită caracterizată de o semiaxă mare de 3,02723 UAi, o excentricitate de 0,03, o înclinație de 1,677 ° în raport cu ecliptica.